# Sèver
El sèver (de l'àrab magrebí ṣibar/sabbâra: suc de l'àloe) és el producte vegetal que es treu per incisió de la planta del mateix nom (també conegut com a àloe) i és semblant a la pita. El suc concentrat de les fulles d'aquesta plantes és d'aparença resinosa, de color groc fosc i de sabor molt amargant. El sèver es presenta en masses de partícules de diversos colors amb fractura brillant. Aquestes masses, un cop picades, donen unes pólvores daurades i de sabor amarga.
Es distingeixen les següents classes de sèver:
- Sèver de cavall: es presenta en masses de color bru, brut o gairebé negre i plenes d'impureses que donen una pols marró fosc.
- Sèver sucotrí:,[2] extret de l'Aloe succotrina es presenta en masses brillants, vidrioses, semitransparents, de color vermell grogós, de fractura brillant i resinosa, d'olor forta aromàtic i penetrant i sabor amarga. És l'únic que serveix en medicina com purgant i  tònic.
- Sèver hepàtic: el de segona classe, d'olor semblant al del fetge, menys transparent i brillant però més fosc que el sucotrí  i d'una forta olor semblant a la mirra.